# Pseudoeurycea brunnata
Pseudoeurycea brunnata är en groddjursart som beskrevs av Carlos Boyd Bumzahem och Smith 1955. Pseudoeurycea brunnata ingår i släktet Pseudoeurycea och familjen lunglösa salamandrar. IUCN kategoriserar arten globalt som akut hotad. Inga underarter finns listade i Catalogue of Life.